# Бжузе-Малі
Бжузе-Малі (пол. Brzóze Małe) — село в Польщі, у гміні Жевне Маковського повіту Мазовецького воєводства.
Населення — 47 осіб (2011).
У 1975-1998 роках село належало до Остроленцького воєводства.

## Демографія
Демографічна структура станом на 31 березня 2011 року:
|          | Загалом | Допрацездатний вік | Працездатний вік | Постпрацездатний вік |
| -------- | ------- | ------------------ | ---------------- | -------------------- |
| Чоловіки | 20      | 1                  | 18               | 1                    |
| Жінки    | 27      | 8                  | 10               | 9                    |
| Разом    | 47      | 9                  | 28               | 10                   |